# Andy Parker
Andrew Maynard „Andy“ Parker (* 21. března 1952, Cheshunt, Hertfordshire, Anglie) je anglický hard rockový bubeník a skladatel, nejvíce známý jako člen skupiny UFO.